# Lacchiarella
Lacchiarella település Olaszországban, Lombardia régióban, Milánó megyében. Lakosainak száma 9055 fő (2023. január 1.). Lacchiarella Binasco, Casarile, Giussago, Pieve Emanuele, Vidigulfo, Basiglio, Siziano, Zibido San Giacomo és Bornasco községekkel határos.

## Népesség
A település lakossága az elmúlt években az alábbi módon változott:
| Lakosok száma | 7542 | 8854 | 8964 | 8959 | 9055 |
|               | 2004 | 2013 | 2017 | 2018 | 2023 |